# Station Warquignies
Station Warquignies was een spoorwegstation langs spoorlijn 98 en spoorlijn 99 in Warquignies, een deelgemeente van de Belgische gemeente Colfontaine.
Deze lijn werd afgeschaft voor reizigersvervoer in 1984 en opgebroken in de jaren 90 van de 20e eeuw. De bedding van de lijn is thans omgevormd tot een RAVel-pad.

## Aantal instappende reizigers
De grafiek en tabel geven het gemiddeld aantal instappende reizigers weer op een week-, zater- en zondag.
| Tabel: aantal instappende reizigers station Warquignies | Tabel: aantal instappende reizigers station Warquignies | Tabel: aantal instappende reizigers station Warquignies | Tabel: aantal instappende reizigers station Warquignies |
|                                                         | Weekdag                                                 | Zaterdag                                                | Zondag                                                  |
| ------------------------------------------------------- | ------------------------------------------------------- | ------------------------------------------------------- | ------------------------------------------------------- |
| 1977                                                    | 26                                                      | 11                                                      | 0                                                       |
| 1978                                                    | 29                                                      | 12                                                      | 0                                                       |
| 1979                                                    | 42                                                      | 5                                                       | 0                                                       |
| 1980                                                    | 16                                                      | 8                                                       | 0                                                       |
| 1981                                                    | 23                                                      | 1                                                       | 0                                                       |
| 1982                                                    | 18                                                      | 0                                                       | 0                                                       |
| 1983                                                    | 26                                                      | 0                                                       | 0                                                       |

0,0: Bergen ·
2,0: Cuesmes ·
6,2: Flénu-Central ·
6,9: Flénu-Produits ·
9,7: Pâturages ·
10,4: Wasmes ·
11,0: Petit-Wasmes ·
12,3: Warquignies ·
13,7: Warquignies-Clinique ·
14,9: Boussu-Bois ·
17,2: Dour ·
19,2: Elouges ·
23,8: Quiévrain
0,0: Saint-Ghislain ·
2,2: Boussu-Route ·
4,7: Warquignies